# Bill Stealey
Bill Stealey, major och strategisk planerare vid Pentagon. Född 1947. Känd som "Wild Bill" eller "Major Bill". Grundade tillsammans med Sid Meier datorspelsföretaget Microprose. Har deltagit i utvecklingen av till exempel Gunship och F-15 Strike Eagle. Eftersom han har tillgång till hemligstämplat material måste simulatorerna granskas innan de släpps.